# Garçon !
Pour les articles homonymes, voir Garçon ! (homonymie).
Pour plus de détails, voir Fiche technique et Distribution.
Garçon ! est une comédie française réalisée par Claude Sautet, sortie en 1983.

## Synopsis
Alex, ancien danseur de claquettes, est garçon de café (chef de rang) dans une grande brasserie parisienne. Il vit avec son ami Gilbert, qui travaille également à la brasserie. Séparé de sa femme depuis longtemps, il accumule les conquêtes. Il retrouve une jeune femme, Claire, et en tombe amoureux. Il réalise alors son rêve : construire un parc d'attractions en bord de mer ; mais Claire le quitte.

## Fiche technique
- Titre : Garçon !
- Réalisation : Claude Sautet, assistants : Jacques Santi, Yvon Rouve
- Scénario : Claude Sautet et Jean-Loup Dabadie, dialogues de Jean-Loup Dabadie
- Images : Jean Boffety
- Décors : Dominique André
- Casting : Dominique Besnehard
- Son :  Pierre Lenoir, Jacques Maumont
- Montage : Jacqueline Thiédot
- Montage son : Marie-Thérèse Boiché
- Scripte : Geneviève Cortier
- Prise de vue : Michel Deloire
- Régisseur général : Claude Albouze
- Régisseur adjoint : Véronique Colucci
- Production : Alain Sarde pour Sara Films, Claude Berri pour Renn Productions
- Producteur exécutif : Antoine Gannagé
- Musique : Philippe Sarde
- Durée : 102 minutes
- Genre : comédie
- Distribution initiale en salles en France : AMLF
- Date de sortie : France : 9 novembre 1983

## Distribution
- Yves Montand : Alex
- Nicole Garcia : Claire
- Jacques Villeret : Gilbert, collègue et ami d'Alex
- Rosy Varte : Gloria, riche ex d'Alex
- Dominique Laffin : Coline, jeune ex d'Alex
- Marie Dubois : Marie-Pierre, compagne de Gilbert
- Bernard Fresson : Francis, le chef de la brasserie
- Annick Alane : Jeannette
- Marianne Comtell : Mme Pierreux
- Jenny Astruc : Mme Paulin
- Hubert Deschamps : Armand
- Georges Claisse : François, l'ex-mari de Claire
- Henri Génès : Sangali
- Yves Robert : Simon
- Gerald Calderon : un client de la brasserie compagnon de Sylvia (Viviane Blassel)
- Pierre-Loup Rajot : Maurice
- Jean-Claude Bouillaud : Urbain
- Nicolas Vogel : Maxime
- Viviane Blassel : Sylvia, la cliente de la brasserie hésitante à passer sa commande
- Clémentine Célarié : Margot, la collègue de Claire
- Coco Felgeirolles : Mariane
- Christian Colin : Jean-Jacques
- François Siener : Richard
- Benoît Serre : Michel
- Jean Amos : Raymond, ami de Jeannette et Armand
- André Chaumeau : le notaire
- Carlo Nell : un client
- Chrystelle Labaude : la mère de Gwendoline
- Serge Berry : Mazet
- Simon de La Brosse : Philippe
- Maryse Andrians : Monique
- Marcel Guy : Denis
- Mami Derrieux : la dame âgée
- Gérard Uzé : William
- Daniel Champagnon : Monsieur Martel
- Dominique Ouzilleau : Roger
- Hugues et Guilhem : les deux enfants
- David Beckermann : le mari de Gloria (non crédité)
- Anne Gralepois : la jeune femme de Noirmoutier (non créditée)

## Distinctions
César du cinéma 1984, nominations :
- Meilleur acteur : Yves Montand
- Meilleur second rôle masculin : Jacques Villeret
- Meilleur second rôle masculin : Bernard Fresson
- Meilleur son : Jacques Maumont et Pierre Lenoir

## Production

### Lieux de tournage
Bien que l'intérieur du restaurant soit reconstitué en studio, la brasserie Jacomet à Clichy sert ponctuellement de décor. Cette dernière est alors renommée « Garçon ». Quant au parc d'attraction, il est établi sur l'île de Noirmoutier, près de la plage des Sableaux.

## Accueil critique
À sa sortie, Garçon ! reçoit une critique peu élogieuse : pour Jacques Valot, en 1984 dans La Revue du cinéma, « Montand fait du Montand sur un scénario où Dabadie fait du Dabadie » tout en reconnaissant que « le cinéaste filme plutôt bien l'effervescence des cuisines de restaurant et le ballet des serveurs ». Selon Cécile Mury dans Télérama, « Claude Sautet coupe une belle tranche de vie » mais « on sent comme une lassitude chez le réalisateur ». Commercialement le film est un échec à la suite duquel Sautet ne réalise plus de film pendant cinq ans.